# West Miami
West Miami és una població dels Estats Units a l'estat de Florida. Segons el cens del 2000 tenia 5.863 habitants.

## Demografia
Segons el cens del 2000, West Miami tenia 5.863 habitants, 2.062 habitatges, i 1.587 famílies. La densitat de població era de 3.188,3 habitants/km².
Dels 2.062 habitatges en un 26,9% hi vivien nens de menys de 18 anys, en un 54,3% hi vivien parelles casades, en un 17,3% dones solteres, i en un 23% no eren unitats familiars. En el 18,3% dels habitatges hi vivien persones soles el 10,7% de les quals corresponia a persones de 65 anys o més que vivien soles. El nombre mitjà de persones vivint en cada habitatge era de 2,8 i el nombre mitjà de persones que vivien en cada família era de 3,14.
Per edats la població es repartia de la següent manera: un 18,4% tenia menys de 18 anys, un 5,9% entre 18 i 24, un 27,7% entre 25 i 44, un 22,5% de 45 a 60 i un 25,6% 65 anys o més.
L'edat mitjana era de 43 anys. Per cada 100 dones de 18 o més anys hi havia 81,3 homes.
La renda mitjana per habitatge era de 34.910 $ i la renda mitjana per família de 39.000 $. Els homes tenien una renda mitjana de 26.875 $ mentre que les dones 26.013 $. La renda per capita de la població era de 17.850 $. Entorn del 7,6% de les famílies i el 9,5% de la població estaven per davall del llindar de pobresa.

## Poblacions més properes
El següent diagrama mostra les poblacions més properes.